# Лазариді Леонід Гомерович
Леонід Гомерович Лазариді (рос. Леонид Гомерович Лазариди; нар. 17 квітня 1980) — російський футболіст, захисник.

## Життєпис
На дорослому рівні розпочав виступати у 17-річному віці у дублі сочинської «Жемчужини». В основному складі команди дебютував 12 жовтня 1999 у матчі Кубку Росії проти нальчикського «Спартака». У вищому дивізіоні єдиний матч зіграв 8 листопада 1999 року в останньому турі сезону проти московського «Торпедо», вийшов на 81-й хвилині замість Станіслава Бондарєва. У складі дубля «Жемчужини» провів за три сезони 78 матчів у другому та третьому дивізіонах.
Після відходу з «Жемчужини» грав за дублюючі склади новоросійського «Чорноморця» та казанського «Рубіна». Надалі виступав у другому дивізіоні за краснодарський «Німком», «Селенгу» та «Чкаловець-1936». У середині 2000-х років протягом двох років не виступав на професіональному рівні, а його трансфер належав клубу «Краснодар-2000». У цей період перебував на перегляді у махачкалинському «Динамо», звідки був відрахований та в «Ростові». У 2006—2007 роках провів 37 матчів у першому дивізіоні у складі п'ятигорського «Машука».
У віці 27 років завершив професіональну кар'єру, надалі понад десять років виступав за аматорські команди південних регіонів Росії. У 2016 році також виступав у ветеранських змаганнях за краснодарську «Міліцію», став володарем Кубка Краснодарського краю серед ветеранів. Працює адміністратором на краснодарському стадіоні «Андрій-Арена».